# Culex uniformis
Culex uniformis är en tvåvingeart som först beskrevs av Theobald 1905.  Culex uniformis ingår i släktet Culex och familjen stickmyggor. Inga underarter finns listade i Catalogue of Life.